# Michel des Saints
Michel des Saints (1591-1625) est un religieux catalan de l'ordre des Trinitaires, appartenant à la branche réformée  des déchaussés. Expérimentateur et théoricien de la mystique, il développe une spiritualité affective, à forte accentuation eucharistique, qui combine les influences franciscaine et carmélitaine, caractéristiques de la religiosité du Siècle d'or espagnol. Il a été béatifié par Pie VI en 1779, et canonisé par Pie IX en 1862.  Il est fêté le 10 avril.

## Biographie

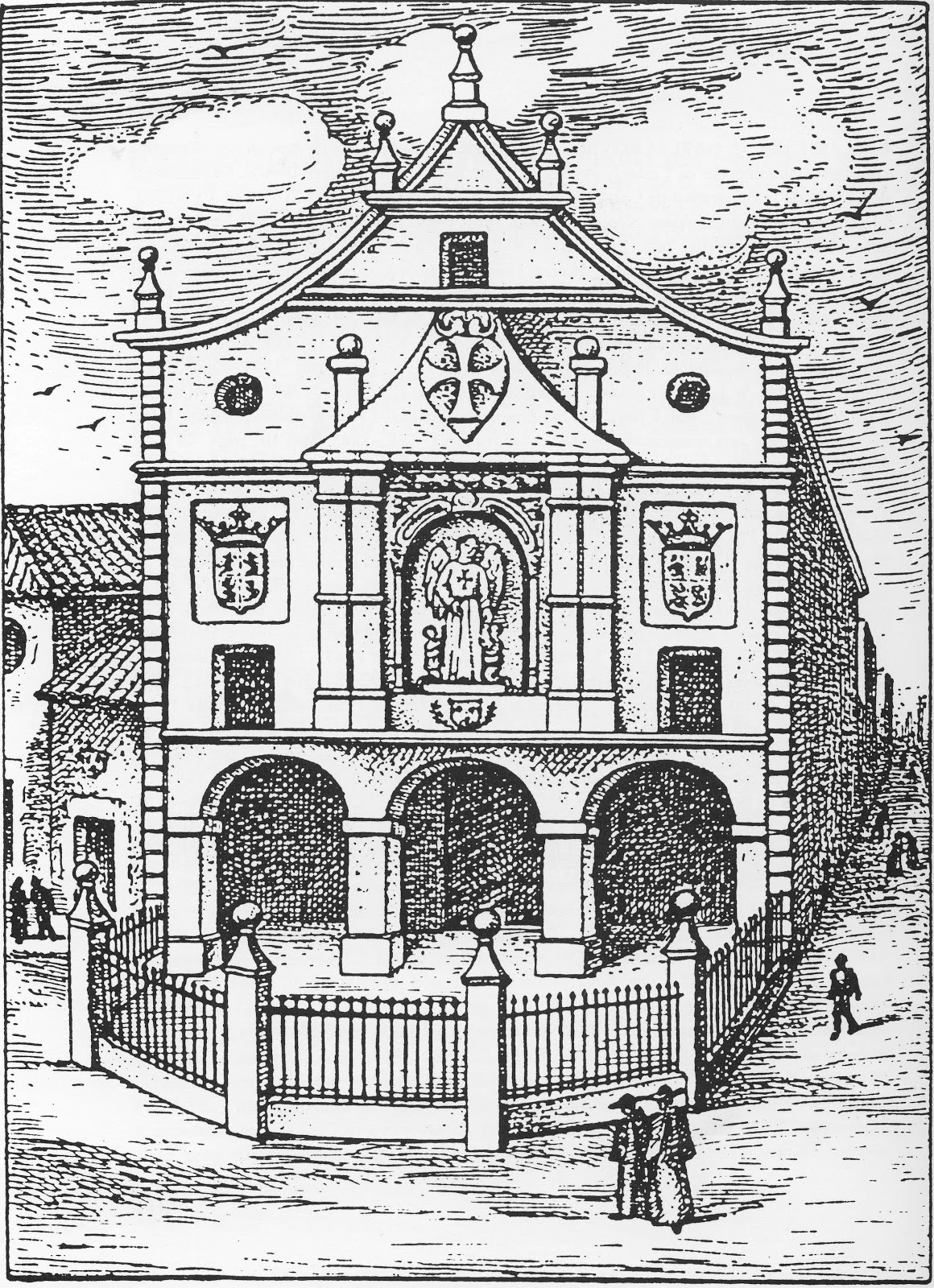
Ancien couvent des trinitaires de Barcelone.

Miquel Argemir i Mitja est né à Vic (Province de Barcelone), le 29 septembre 1591. Il est le septième des huit enfants d'Enrique et Montserrat, qui se montrent des parents attentifs à l'éducation religieuse de leur progéniture : la famille récite quotidiennement le rosaire, lit les évangiles et se rend, le dimanche, aux vêpres de la cathédrale. De son côté, Michel manifeste très tôt son attrait pour une vie pénitente et retirée : dès l'âge de six ans, il se serait enfui de la maison pour séjourner dans une grotte, à Macizo del Montseny, où il méditait sur les souffrances du Christ. À l'âge de onze ans, ayant perdu son père et sa mère, il est confié à un oncle commerçant, avant d'être admis, un an plus tard, au couvent des trinitaires de Barcelone, où il se distingue par sa dévotion au Saint-Sacrement.  
En février 1606, il est envoyé au couvent Saint-Lambert de Saragosse, pour y accomplir son noviciat, sous la direction de Pablo Aznar, qui évoquera, au procès de béatification, l'humilité et le dévouement de son jeune novice. Ayant fait profession le 30 septembre 1607, il fait la connaissance de Manuel de la Cruz, trinitaire déchaussé, de passage à Saragosse. Depuis le 20 août 1599, en effet, la réforme de l'ordre avait été officiellement reconnue par le pape Clément VIII, et Michel reconnaît dans l'idéal des trinitaires déchaussés la voie ascétique et mystique qu'il désire depuis toujours emprunter. C'est pourquoi, le 28 janvier 1608, il prend l'habit des réformés, à Oteiza (Pampelune), avant de poursuivre son noviciat à Madrid, où il rencontrera saint Jean-Baptiste de la Conception, l'imposant maître d'œuvre de la réforme. 
Au terme de cette période, il prononce ses vœux, le 30 janvier 1609, à Alcala de Henares, sous le nom de Miguel de los Santos. Il est alors envoyé pour six mois au couvent de La Solana, puis à Séville, où il séjourne durant deux ans, non sans de brefs passages à Valdepeñas, Cordoue, Grenade et Socuéllamos. D'octobre 1611 à juin 1614, il étudie la philosophie à Baeza ; après quoi il se rend à l'université de Salamanque pour y suivre le cursus de théologie. Ordonné prêtre à la fin de l'année 1616, il réintègre Baeza, comme confesseur, prédicateur et vicaire conventuel. C'est l'époque des grandes grâces surnaturelles : qu'il célèbre l'eucharistie ou prêche des homélies longuement méditées, il lui arrive de tomber en extase et d'entrer en lévitation, les bras en croix, la tête renversée et le regard fixe. 

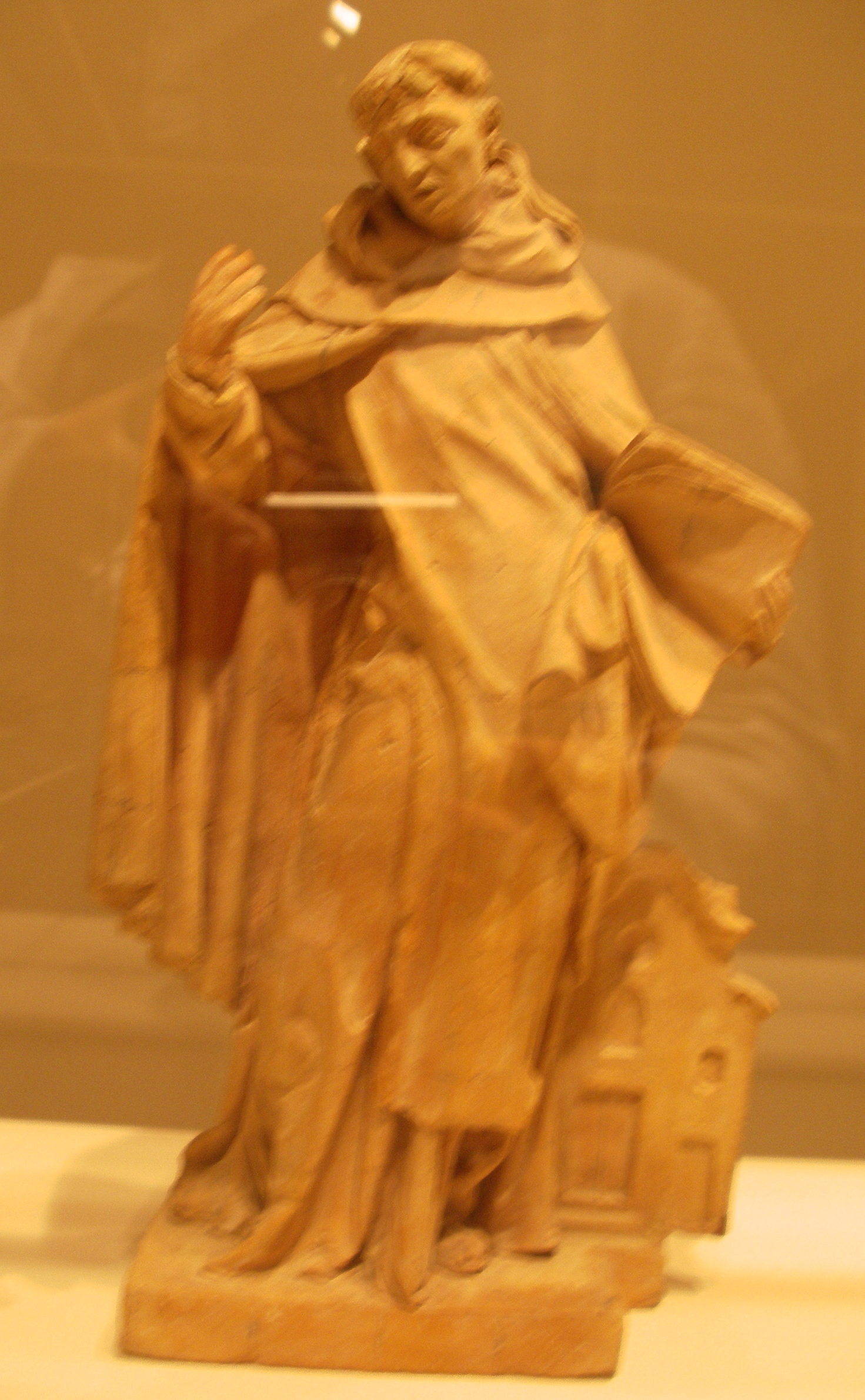
Saint Jean-Baptiste de la Conception, réformateur des trinitaires.

Le point culminant de ces expériences sera atteint une nuit, alors qu'il prie devant le tabernacle, dans un échange mystique de couronnes, effectué entre le Christ et lui. De l'analyse de son vécu spirituel, il tirera deux traités, intitulés La tranquilidad del alma et El alma en la vida intima, ce dernier écrit en vers. Également passé maître dans l'art des conversions inespérées, il se retrouve cependant victime des fausses accusations de deux confrères jaloux, qui le maintiennent onze mois durant dans le cachot du couvent. Son innocence ayant été reconnue, le définitoire général de l'ordre, tenu à Madrid le 24 mai 1622, le désigne comme supérieur du couvent de Valladolid. À ce titre, il assiste au chapitre général qui a lieu à Tolède, le 13 mai 1623. 
Il en revient nanti de la charge de ministre, avec mission de fonder un nouveau couvent, pour la construction et la viabilité financière duquel il peut faire appel à ses prestigieuses relations. Parmi ceux qui se confessent à lui, il compte en effet des personnalités aussi importantes que don Francisco Gomez de Sandoval y Rojas, duc de Lerma, ou don Enrique Pimentel, l'évêque de Valladolid. Tandis qu'il mène à bien cette entreprise, il est atteint par la fièvre typhoïde et meurt, le 10 avril 1625, au couvent de Valladolid.

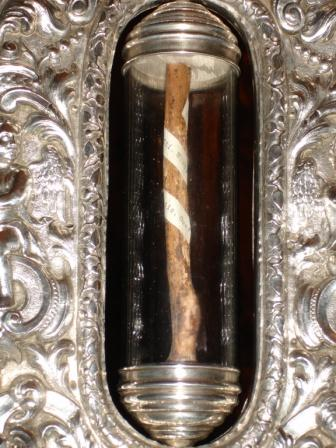
Humérus de saint Michel des Saints (maison natale de Vic).

## Postérité
Les funérailles de Michel des Saints fournissent à la ferveur populaire l'occasion de se manifester. Entamé deux ans plus tard, le procès canonique aboutit à la béatification par Pie VI, le 24 mai 1779, et à la canonisation par Pie IX, le 8 juin 1862. Michel des saints est également reconnu patron de la cité de Vic en Catalogne, où certains lieux liés à sa mémoire font l'objet d'une vénération particulière, comme sa maison natale (convertie en chapelle au XVIIIe siècle) ou certains oratoires dans la campagne, où il se retirait pour prier. Son corps repose toujours dans l'église de l'ancien couvent des trinitaires déchaussés de Valladolid, devenue au XIXe siècle, église paroissiale Saint-Nicolas de Bari.
Sa fête est fixée au 10 avril selon le Martyrologe romain.

## Spiritualité

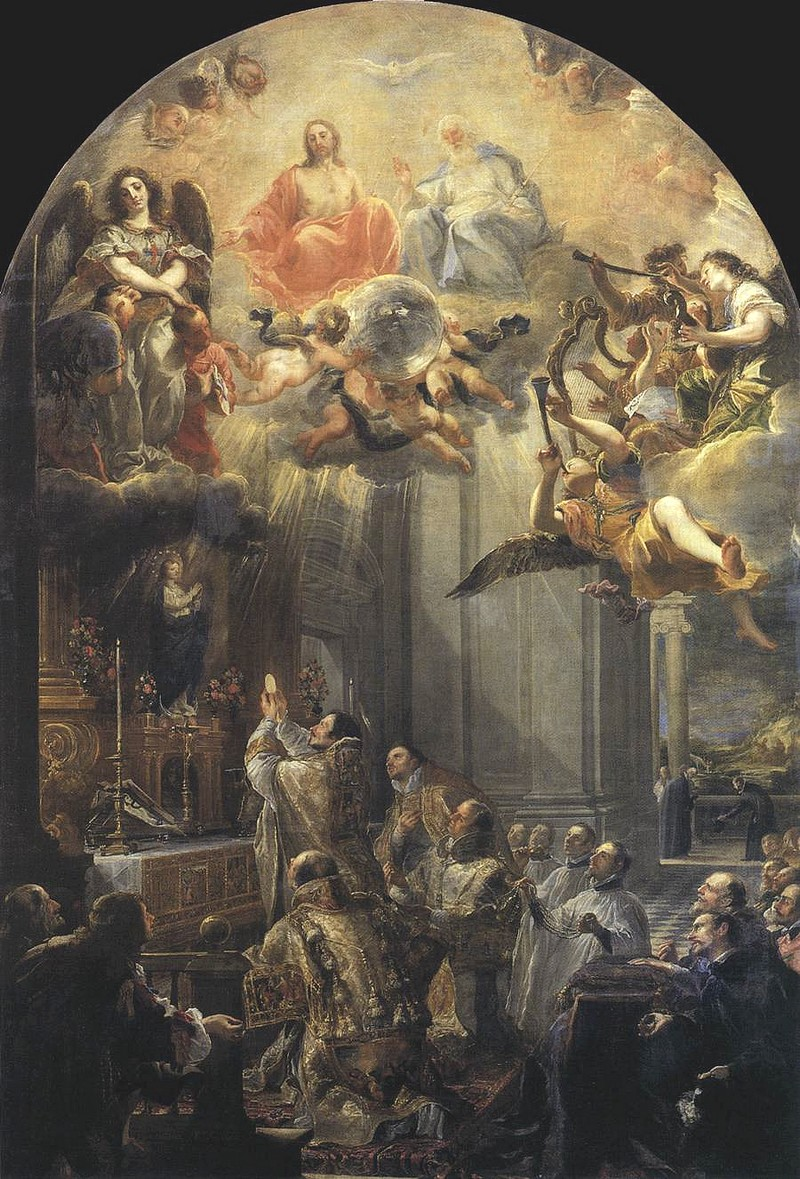
Dévotion eucharistique au XVIIe siècle siècle chez les Trinitaires (par Juan Carreño de Miranda).

S'inspirant de l'expérience des carmes déchaussés, la réforme trinitaire offre un modèle particulièrement rude de sequela Christi. À la suite de Jean-Baptiste de la Conception, Michel des Saints opte donc pour un mode de vie excessivement austère : habit unique et grossier, jeûne perpétuel, chasteté scrupuleuse, pauvreté radicale, veillées de prière et mortifications en tous genres. Les hagiographes anciens projetteront ce programme sur l'enfance du saint, non sans évoquer le modèle de saint François d'Assise, parfait disciple de Jésus crucifié. 
En filigrane, ce patronage renvoie à saint Pierre d'Alcantara, franciscain de l'Observance, principal initiateur, en Espagne, de l'esprit déchaussé et confident de Thérèse d'Avila, qui a brossé, à travers l'effrayant tableau des pénitences de celui-ci, le programme ascétique des réformés du Siècle d'or espagnol, précisément celui suivi par les trinitaires déchaussés. De plus, le franciscanisme alcantarin s'est accompagné d'une forme particulière de contemplation, appelée quietud, dans le cadre d'une mystique affective qui suspend tout exercice de l'imagination et du raisonnement, pour faire place au seul amour unitif entre Dieu et l'âme. 
D'abord illustrée par Francisco de Osuna et Bernardino de Laredo, cette spiritualité sera également pratiquée et théorisée par Michel des Saints, comme en témoigne son premier traité, intitulé La tranquilidad del alma et rédigé entre 1609 et 1611, dont l'enseignement se retrouve encore dans l'une des trois lettres conservées de lui. Cet idéal de quiétude sin sosiego est également perceptible dans l'extrait suivant :
« Sin tierra por la tierra caminando, 

sin luz con claridad en noche oscura,

sin ojos, y con vista no mirando,

sin sosiego en quietud andar procura;

sin bien el que es mayor va penetrando,

sin báculo y sin arrimo está segura,

y al fin sin ser, con ser y con sentido

con él buscó el alma el bien perdido ».

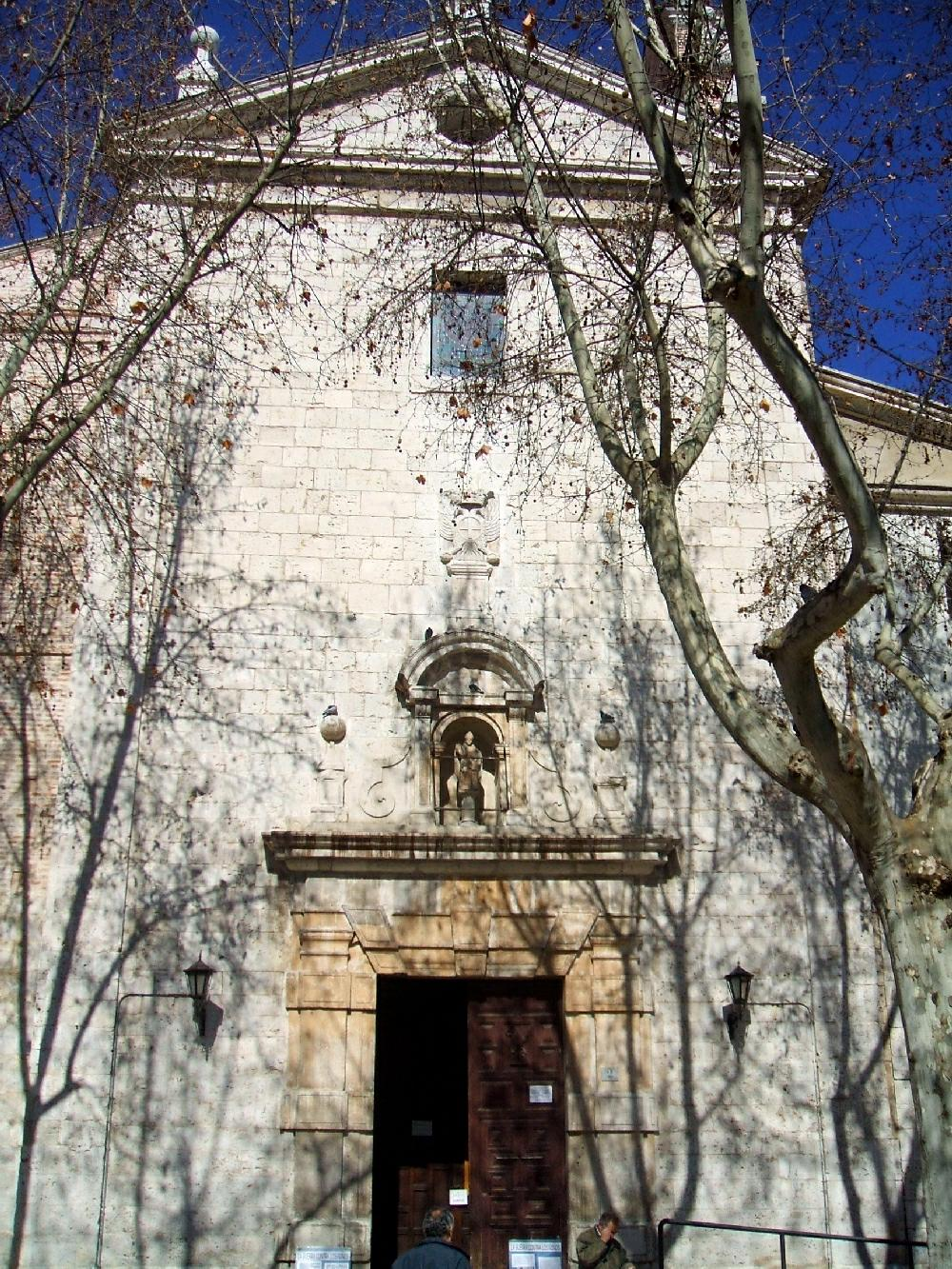
Ancien couvent de Valladolid, où repose saint Michel des Saints.

Tirés du traité intitulé El alma en la vida unitiva, ces vers préludent, comme dans le Cantico espiritual de Jean de la Croix, à une évocation poétique de la quête intérieure et de l'union humano-divine, qui s'inspire du Cantique des cantiques, modèle classique de la mystique affective, et ce en dix-neuf couplets de huit vers chacun. Dans l'historiographie du saint, la spiritualité sponsale s'exprimera symboliquement par l'échange des couronnes avec le Christ, au cours d'une nuit de veille devant le Saint-Sacrement : allusion aux offices nocturnes des trinitaires déchaussés, à l'intimité amoureuse et aux ténèbres de la foi. Typique de la Contre-Réforme, l'adoration eucharistique envahit la piété espagnole de la deuxième moitié du XVIe siècle, à travers l'exemple d'un Pascal Baylon ou la réflexion d'un Juan de los Angeles, tous deux franciscains déchaussés. Suivant la tradition théologique, expérience extatique et analyse conceptuelle vont en effet de pair, de sorte que les phénomènes surnaturels qui accompagnent l'existence de Michel des Saints, sont indissociables de ses synthèses intellectuelles, en dépit du manque d'originalité de celles-ci. 
De fait, la critique a reproché aux écrits du saint de sacrifier l'art à la doctrine : s'ils évoquent bel et bien la noche oscura et le nada sanjuanistes, ils ne s'élèveraient cependant pas jusqu'au lyrisme communicatif du réformateur carmélitain. Même si le didactisme apostolique, manifesté dans le souci de la prédication, de la confession et de la direction des âmes, l'a emporté sur l'inspiration proprement dite, il n'en reste pas moins que le trinitaire a laissé un témoignage sincère de la conscience profonde qu'il eut, dès ici-bas, de la vie éternelle dans l'au-delà.